# Abrest
Městečko Abrest se nachází mezi Vichy a St-Yorre. Žije zde 2 915 obyvatel (údaj z roku 2021). Většina obyvatel žije na pravém břehu řeky Allier. Jde o jedinou francouzskou obec nesoucí toto jméno. Mnoho rodin s dětmi se sem stěhuje za životem v přírodě plné zeleně.

## Historie
Vzniku Abrestu dala základ bývalá diecézní opevněná farnost Clermont na konci 16. století. Místní kostel pochází z roku 1793. Současná radnice byla postavena teprve v roce 1886.
Nalezneme zde domy převážně z 19. a 20. století. Fasády jsou často pokryty barevnou omítkou.

## Umístění

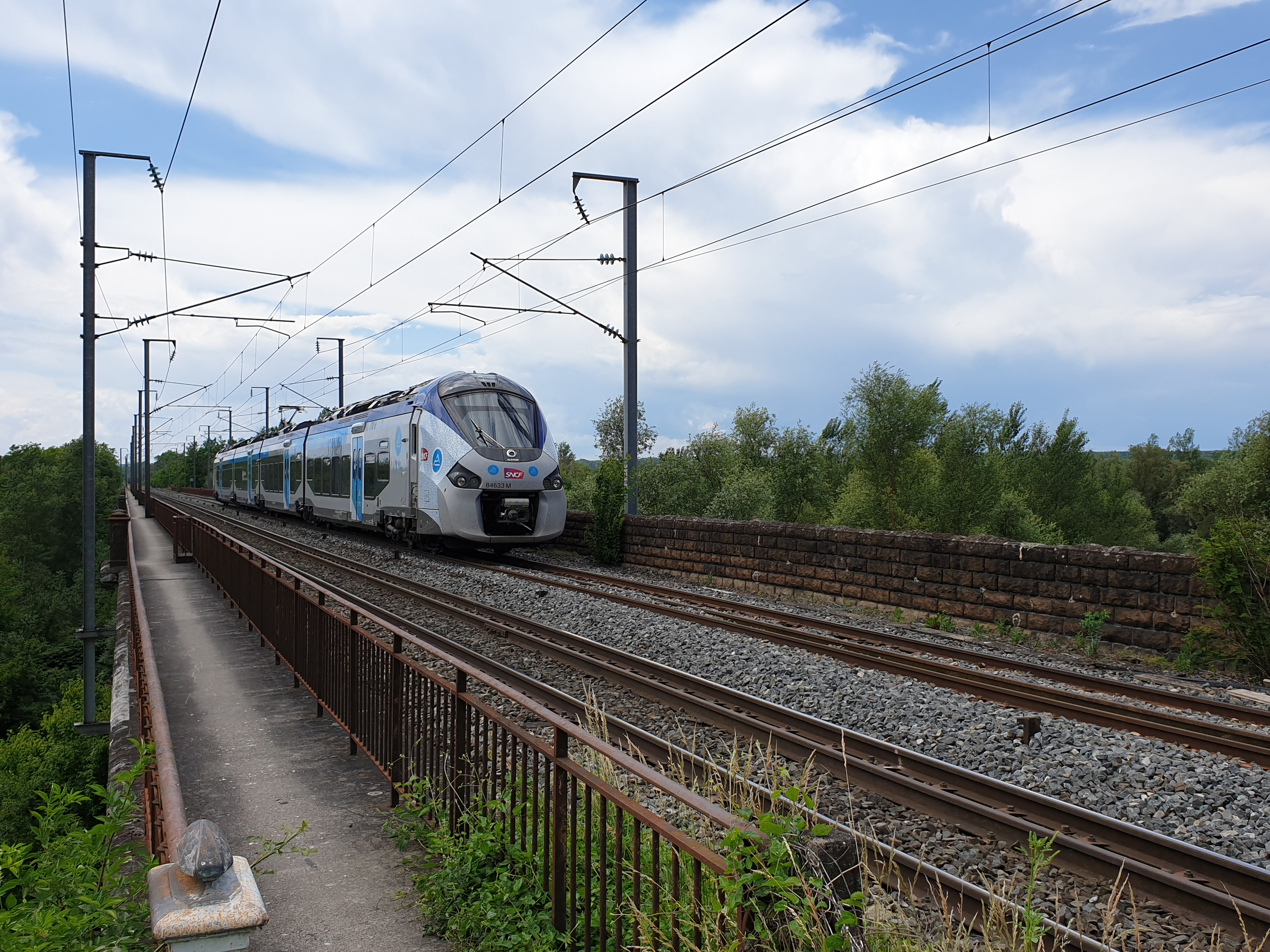
Železniční viadukt v Abrestu

Abrest má rozlohu 1048 ha, to znamená, že je rozlohou větší než města Vichy a St-Yorre. Abrest se nachází mezi 251 a 434 metry nad mořem a je součástí aglomerace Vichy Val d'Allier.

## Vinařství
Město bylo jednou z hlavních lokalit staré vinařské oblasti s Le Vernet, Creuzier-le-Vieux a Cusset.
Jacques François Chomel ve svém Pojednání o minerálních vodách z roku 1734 zmiňuje: „… všechna tato vína jsou dobrá a lze je převážet do Paříže!“ Dnes věhlasnou vinařskou tradici připomínají názvy ulic: Rue des vignes nebo Chemin du baril. Tradice vinné révy z oblasti nevymizela, v současnosti však vlastní vinice asi dvě nebo tři rodiny.
Nad městem se tyčí vrch Vernet.